# Compromesso, Rinnovamento e Ordine

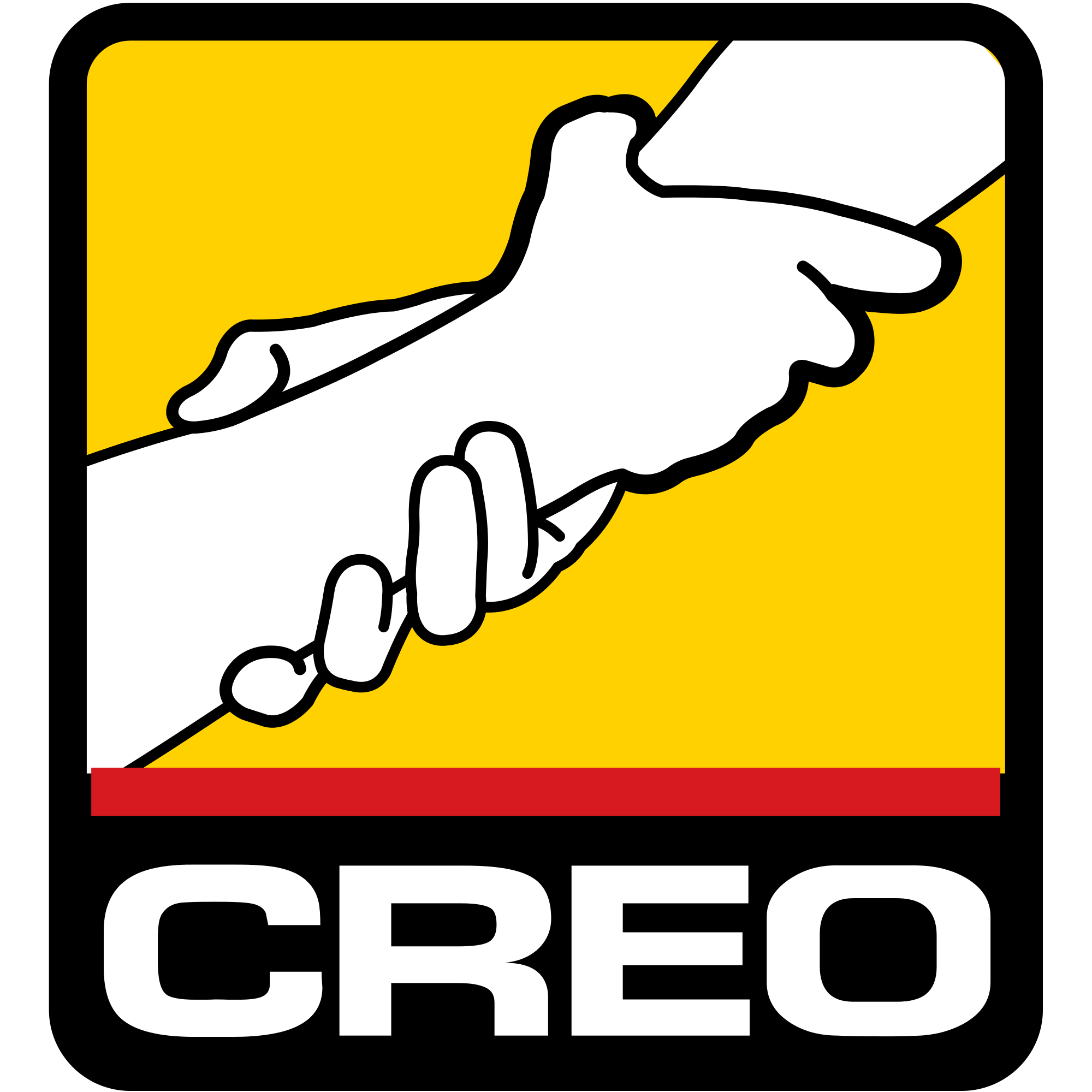
Logo iniziale

Compromesso, Rinnovamento e Ordine (in spagnolo: Compromiso, Renovación y Orden - CREO) è un partito politico di orientamento liberal-conservatore fondato in Guatemala nel 2010.

## Risultati elettorali

### Elezioni parlamentari
| Elezione | Voti    | %    | Seggi    |
| -------- | ------- | ---- | -------- |
| 2011     | 381.699 | 8,76 | 12 / 158 |
| 2015     | 261.040 | 5,73 | 5 / 158  |
| 2019     | 177.681 | 4,41 | 6 / 160  |
| 2023     |         |      |          |

### Elezioni presidenziali
| Elezione | Elezione | Candidato                   | Voti    | %     | Esito                |
| -------- | -------- | --------------------------- | ------- | ----- | -------------------- |
| 2011     | I turno  | Eduardo Suger Cofiño        | 735.728 | 16,62 | ❌ Non eletta/o (3º) |
| 2015     | I turno  | Roberto González Díaz-Durán | 168.715 | 3,45  | ❌ Non eletta/o (8º) |
| 2019     | I turno  | Julio Héctor Estrada        | 165.085 | 3,75  | ❌ Non eletta/o (9º) |
| 2023     | I turno  | Francisco Arredondo Mendoza |         |       |                      |
| 2023     | II turno | Francisco Arredondo Mendoza |         |       |                      |